# Martin Skýpala
Martin Skýpala (ur. 1976, Valašské Meziříčí) – czeski poeta. Ukończył studia bohemistyczne na Uniwersytecie Śląskim (Slezská univerzita) w Opawie. Przez rok (2005 – 2006) przebywał w Anglii (Peterborough), mieszka w Ostrawie, jest redaktorem pisma „Protimluv”. Poezje publikuje od roku 1998, przeważnie w czasopismach („Tvar”, „Weles”, „Protimluv” „Čmelák a svět, „Dobrá adresa” i in.). Jest autorem tomików wierszy Resuscitace (2000, Resuscytacja), Lžička medu (2007, Łyżka miodu), Alter Ego (2007), Ruční práce (2008, Prace ręczne), Příběhy písmen (2010, Historie liter). Blok jego wierszy z tomu Historie liter ukazał się w przekładzie Leszka Engelkinga w warszawskim piśmie „Tekstualia” 2011, nr 4 (27).